# Serine Ayari
Serine Ayari (Brussel, 10 september 1991) is een Belgische comédienne en actrice met Tunesische achtergrond.

## Biografie
Voor Ayari met komedie en acteren begon, had ze verschillende jobs, onder andere als vastgoedmakelaar, lerares Engels, medewerker voor het modelabel Louis Vuiton en tv-presentatrice van een belprogramma.
Op zesentwintigjarige leeftijd startte ze met stand-upcomedy. Ze speelde comedysets in onder andere Brussel, Luik, Parijs en Londen en één keer op een open mic in New York. In Vlaanderen treedt ze nauwelijks op.
Als actrice speelde ze de rol van Esma, de vrouw van Amir en moeder van Ahmed, in de VTM-serie De luizenmoeder.
In 2020 nam ze deel aan de televisiequiz  De Slimste Mens ter Wereld van de Vlaamse commerciële zender VIER. Ze was er jurylid in 2021 en 2022.
In de tv-uitzending, op 10 oktober 2021, van het Eén programma De Columbus reisde ze mee met Wim Lybaert, met als fictieve bestemming de Filipijnen.
Anno 2022 profileert ze zich vooral als influencer, met verschillende sponsordeals (onder andere Lays en Maasmechelen Village), waarover ze communiceert via haar Instagram-account.

## Filmografie

### Televisie
- Celebrity MasterChef Vlaanderen (2024) - als kandidaatchef
- Code van Coppens (2024) - als kandidate samen met Bart Hollanders
- Exen (2023) - als Yasmine
- Viva la Feta (2022) - als zichzelf
- Bake Off kerstspecial (2022) - als zichzelf
- De Columbus (2021) - als zichzelf
- De Slimste Mens ter Wereld (2021-2022) - als jurylid
- Hidden Assets (2021) - als Manager Refugee Centre
- De Slimste Mens ter Wereld (2020) - als kandidate
- De Luizenmoeder (2020) - als Esma

### Film
- Holy Rosita (2024) - als Ilse
- Close (2022) - als Céline